# Премия В. М. Гольдшмидта
Премия В. М. Гольдшмидта (англ. V. M. Goldschmidt Award) — ежегодная награда за значительные достижения в области геохимии или космохимии, высшее отличие Геохимического общества (англ. Geochemical Society). Вручается с 1972 года и названа в честь учёного-химика В. М. Гольдшмидта. Лауреат получает позолоченную бронзовую медаль и вознаграждение в размере 1,5 тыс. долларов США, а также назначается фелло Геохимического общества. Награда вручается на конференции Гольдшмидта (Goldschmidt conference). Комитет награды возглавляет Graham Pearson (Канада).

## Лауреаты
- 1972 — Paul Werner Gast[англ.]
- 1973 — Robert Garrels[англ.]
- 1974 — Hans Suess[англ.]
- 1975 — Гарольд Юри
- 1976 — Hans P. Eugster[нем.]
- 1977 — Samuel Epstein[англ.]
- 1978 — Gerald J. Wasserburg[англ.]
- 1979 — Harmon Craig[англ.]
- 1980 — Клэр Паттерсон
- 1981 — Robert N. Clayton[англ.]
- 1982 — Konrad Bates Krauskopf[англ.]
- 1983 — Samuel S. Goldich
- 1984 — Alfred O. C. Nier[англ.]
- 1985 — James Burleigh Thompson[нем.]
- 1986 — Клод Алегр
- 1987 — Уоллес Броекер
- 1988 — Harold C. Helgeson[англ.]
- 1989 — Karl Turekian
- 1990 — Edward Anders
- 1991 — Рингвуд, Тед
- 1992 — Stanley R. Hart
- 1993 — Stuart Ross Taylor[англ.]
- 1994 — Heinrich Holland[англ.]
- 1995 — Бернер, Роберт
- 1996 — Альбрехт Хофман
- 1997 — Devendra Lal[англ.]
- 1998 — Штумм, Вернер
- 1999 — Бишофф, Джеймс
- 2000 — Geoffrey Eglinton[англ.]
- 2001 — Ikuo Kushiro
- 2002 — Хейз, Джон Майкл
- 2003 — Bernard Wood[англ.]
- 2004 — James R. O’Neil
- 2005 — E. Bruce Watson
- 2006 — Соломон, Сьюзан
- 2007 — Guenter Lugmair
- 2008 — Francis Albarede[англ.]
- 2009 — Mark Thiemens
- 2010 — Минору Озима
- 2011 — Frank Millero
- 2012 — Эдвард Столпер
- 2013 — Harry Elderfield[англ.]
- 2014 — Тимоти Гроув
- 2015 — Miriam Kastner[англ.]
- 2016 — Навроцки, Александра
- 2017 — Бэнфилд, Джиллиан
- 2018 — Michael A. Arthur[3]
- 2019 - Donald J. DePaolo[англ.]
- 2020 - Richard Carlson
- 2021 - Bernard Marty